# Curmătura, Caraș-Severin
Curmătura este un sat în comuna Sichevița din județul Caraș-Severin, Banat, România.